# Ardita
Ardita (Ардіта) — з 1918 року італійський виробник автомобілів. Штаб-квартира розташована в місті Мілан. У 1918 році компанія припинила виробництво автомобілів.

## Заснування компанії
Наприкінці Першої світової війни інженер Альфредо Галланці відкрив у Мілані компанію Costruzione Automobili Ing. A. Gallanzi і почав торгівлю уживаними автомобілями. Невдовзі він придбав ліцензію на виготовлення невеликої машини. Ліцензія надійшла від компанії Chiribiri Антоніо Кірібірі з Турину. Виробництво було запущено у 1918 році.

## Виробництво автомобілів
Первістку 10HP Галланці придумав назву Ardita. Автомобіль виготовлявся з чотирициліндровим двигуном, об'ємом 1325 см3 і потужністю 10 к.с., з колінчастим валом на кулькових підшипниках, що тоді було рідкістю. Також він мав чотиримісний кузов і міг розігнатися до 65 км/год. Колісна база становила 2450 мм, а ширина колії - 1250 мм. Цікавим технічним рішенням Ardita була коробка передач, відокремлена від двигуна, але об'єднана з карданним валом. Це рішення було відновлено роками пізніше на автомобілях компанії Bianchi.
Одночасно передбачався випуск легшої моделі 8HP з двигуном, об'ємом 1108 см3. Але далі цього справа не пішла. Двигуни обох моделей мали бічні клапани.

## Закриття компанії
У тому ж році виробництво зупинилося з лише кількома виготовленими автомобілями.
Назва фірми Ardita була відновлена компанією FIAT у 1933 році як назва моделі Fiat 518 і в 1934 році для моделі Ardita 2500, також відомої як Fiat 527.

## Список автомобілів Ardita
- 1918 - Ardita 10HP
  - Ardita 8HP (прототип)